# 小行星1654
小行星1654（1654 Bojeva）是一颗绕太阳运转的小行星，为主小行星带小行星。该小行星于1931年10月8日发现。
該小行星以俄羅斯天文學家妮娜·費多羅夫娜·博耶娃（Nina Fedorovna Bojeva）命名。

## 轨道参数
小行星1654的轨道半长轴为3.0133779 UA，离心率为0.094。